# 황정연 (1928년)
황정연(黃汀淵, 1928년 ~ 2012년 2월 29일)은 대한민국의 제11대 해군참모총장을 지낸 군인이다.

## 생애
1947년 국방경비대 해군 특임 사관후보생 2기로 해군 소위 임관하였으며 이듬해 1948년 해군 중위 진급 이후 1950년 해사 3기로 해군 대위 재임관하였고, 6·25전쟁 때 313함 기관장, PT-26함 함장 등으로 참전했다. 제6전단사령관과 해군대학교 총장, 해군함대사령관 등을 거쳐 1974년 2월부터 1979년 4월까지 제11대 해군참모총장 지냈다. 대한민국 정부는 공로를 인정해 금성충무무공훈장 등을 수여했다. 예편 뒤에는 원양어업협회 회장, 재향군인회 고문 등을 맡았다. 2012년에 향년 85세를 일기로 세상을 떠났다.